# Brass Knuckles
Brass Knuckles è il quinto album del rapper Nelly e la data di uscita è stata programmata al 19 agosto 2008, dopo diverse posticipazioni.

## Il disco
L'album è composto da 14 tracce; la notizia è stata confermata dallo USA Today.
Nelly ha spiegato il titolo nel "miglior modo" riferendosi a quanto sia difficile colpire.

### Ospiti
Molti ospiti celebri del genere R&B e rap partecipano all'album Brass Knuckles, come Akon, Ashanti, R. Kelly, Avery Storm, Snoop Dogg, Pharrell, T.I., Usher, Ciara, Fergie, Rick Ross e anche la possibilità di partecipare con Mariah Carey, Bruce Springsteen e Janet Jackson.
Nelly vorrebbe che si partecipi con la Carey e con la Jackson nella stessa canzone.
L'album è prodotto da una manciata di nuovi produttori.

### Singoli
Il primo singolo avrebbe dovuto essere Cut It Out, ma fu sostituito da Wadsyaname, pubblicato il 21 agosto 2007 come singolo digitale, ma a causa della data di uscita dell'album (che doveva essere in uscita il 16 ottobre) esso venne a sua volta sostituito ed il primo singolo divenne così Party People, in collaborazione con Fergie.
Recentemente Nelly ha registrato la canzone in collaborazione con Ciara e Jermaine Dupri, intitolata Stepped on My J'z, e inizialmente era il secondo singolo, ma divenne poi il terzo. La canzone e il video musicale sono stati pubblicati il 1º giugno. La canzone Body on Me invece è diventata il secondo singolo. La canzone, in collaborazione con Akon e Ashanti, è stata pubblicata il 9 giugno 2008 ed è divenuta un grande successo. Il video è stato girato a Las Vegas, dentro il Casinò Red Rock Resort Spa and Casinò, ed è stato premiato il 18 luglio 2008 a FNMTV.

## Tracce
| #                     | Titolo               | Produttore                                  | Featuring              | Durata |
| --------------------- | -------------------- | ------------------------------------------- | ---------------------- | ------ |
| 1                     | U Ain't Him          | Wyshmaster                                  | Rick Ross              | 3:15   |
| 2                     | Hold Up              | Free Agentz                                 | T.I. & LL Cool J       | 3:48   |
| 3                     | L.A                  | Theron "Neff-U" Feemster                    | Snoop Dogg & Nate Dogg | 4:23   |
| 4                     | Long Night           | James "JLack" Lackey                        | Usher                  | 3:15   |
| 5                     | Lie                  | Polow da Don                                | St. Lunatics           | 4:20   |
| 6                     | Party People         | Polow da Don                                | Fergie                 | 3:58   |
| 7                     | Self-Esteem          | G Koop                                      | Chuck D                | 3:37   |
| 8                     | Body on Me           | Akon & Giorgio Tuinfort                     | Akon & Ashanti         | 3:29   |
| 9                     | Stepped on My J'z    | Jermaine Dupri                              | Jermaine Dupri & Ciara | 5:03   |
| 10                    | Let It Go (Lil Mama) | The Neptunes                                | Pharrell               | 4:22   |
| 11                    | One And Only         | Polow da Don & Andrew "Papa Justifi" Wansel |                        | 4:20   |
| 12                    | Chill                | Wyshmaster                                  | St. Lunatics           | 5:42   |
| 13                    | Who Fucks With Me    | Boom-Batts                                  | Avery Storm            | 4:08   |
| 14                    | Ucud Gedit           | Polow da Don                                | Gucci Mane & R. Kelly  | 4:28   |
| iTunes bonus tracks   |                      |                                             |                        |        |
| 15                    | Warrior              | Theron "Neff-U" Feemster                    |                        | 2:43   |
| 16                    | Let's Go             | Wyshmaster                                  |                        | 3:44   |
| Walmart bonus tracks  |                      |                                             |                        |        |
| 15                    | Bay                  | Droop-E                                     |                        | 3:42   |
| 16                    | Problems             | Polow da Don                                |                        | 3:11   |
| Japanese bonus tracks |                      |                                             |                        |        |
| 15                    | Bay                  | Droop-E                                     |                        | 3:42   |
| 16                    | Wadsyaname           | Theron "Neff-U" Feemster                    |                        | 4:06   |